# Campionati del mondo di atletica leggera indoor 2014 - 400 metri piani maschili
La competizione si è svolta il 7 e l'8 marzo 2014.

## Podio
| Pos.    | Atleta       | Nazionalità | Tempo |
| ------- | ------------ | ----------- | ----- |
| Oro     | Pavel Maslák | Rep. Ceca   | 45"24 |
| Argento | Chris Brown  | Bahamas     | 45"58 |
| Bronzo  | Kyle Clemons | Stati Uniti | 45"74 |

## Situazione pre-gara

### Record
Prima di questa competizione, il record del mondo (WR) e il record dei campionati (CR) erano i seguenti.
| Record                | Prestazione | Atleta                     | Data                       | Competizione                     |
| --------------------- | ----------- | -------------------------- | -------------------------- | -------------------------------- |
| Record mondiale       | 44"57       | Kerron Clement Stati Uniti | 12 marzo 2005 Fayetteville |                                  |
| Record dei campionati | 45"26       | Nery Brenes Costa Rica     | 10 marzo 2012 Istanbul     | Campionati del mondo indoor 2012 |

### Campioni in carica
Le campionesse in carica, a livello mondiale e continentale, erano:
| Campione | Atleta                 | Prestazione | Data                   | Competizione                     |
| -------- | ---------------------- | ----------- | ---------------------- | -------------------------------- |
| Mondiale | Nery Brenes Costa Rica | 45"26       | 10 marzo 2012 Istanbul | Campionati del mondo indoor 2012 |
| Europeo  | Pavel Maslák Rep. Ceca | 45"66       | 2 marzo 2013 Göteborg  | Campionati europei indoor 2013   |

### La stagione
Prima di questa gara, le atlete con le migliori tre prestazioni dell'anno erano:
| # | Atleta                           | Prestazione | Data                             |
| - | -------------------------------- | ----------- | -------------------------------- |
| 1 | Deon Lendore Trinidad e Tobago   | 45"03       | 1º marzo 2014 College Station    |
| 2 | Lalonde Gordon Trinidad e Tobago | 45"17       | 8 febbraio 2014 Boston           |
| 3 | Arman Hall Stati Uniti           | 45"28       | 12 febbraio 2014 College Station |

## Batterie
Le batterie si sono svolte a partire dalle 10:40 del 7 marzo 2014.
Si sono qualificati per le semifinali i primi 2 di ogni batteria (Q) e i 2 migliori tempi (q).

### Batteria 1
| Pos. | Nome            | Nazione           | Tempo | Note |
| ---- | --------------- | ----------------- | ----- | ---- |
| 1    | Lalonde Gordon  | Trinidad e Tobago | 46"07 | Q    |
| 2    | Edino Steele    | Giamaica          | 46"38 | Q    |
| 3    | Marek Niit      | Estonia           | 46"52 | q    |
| 4    | Vitaliy Butrym  | Ucraina           | 46"98 |      |
| 5    | Erison Hurtault | Dominica          | 47"25 |      |

### Batteria 2
| Pos. | Nome             | Nazione           | Tempo | Note                                     |
| ---- | ---------------- | ----------------- | ----- | ---------------------------------------- |
| 1    | David Verburg    | Stati Uniti       | 46"62 | Q                                        |
| 2    | Rafal Omelko     | Polonia           | 46"84 | Q                                        |
| 3    | Jarrin Solomon   | Trinidad e Tobago | 46"86 |                                          |
| 4    | Gustavo Cuesta   | Rep. Dominicana   | 47"43 |                                          |
| 5    | Nika Kartavtsevi | Georgia           | 48"68 | Miglior prestazione personale stagionale |

### Batteria 3
| Pos. | Nome                 | Nazione         | Tempo | Note                          |
| ---- | -------------------- | --------------- | ----- | ----------------------------- |
| 1    | Luguelín Santos      | Rep. Dominicana | 46"54 | Q                             |
| 2    | Nery Brenes          | Costa Rica      | 46"62 | Q                             |
| 3    | Nigel Levine         | Regno Unito     | 46"64 | q                             |
| 4    | Anderson Henriques   | Brasile         | 46"82 | Miglior prestazione personale |
| 5    | Donald Sanford       | Israele         | 47"90 |                               |
| -    | Siologa Viliamu Sepa | Samoa           | dq    | dq                            |

### Batteria 4
| Pos. | Nome             | Nazione                 | Tempo | Note |
| ---- | ---------------- | ----------------------- | ----- | ---- |
| 1    | Kyle Clemons     | Stati Uniti             | 46"42 | Q    |
| 2    | Akheem Gauntlett | Giamaica                | 46"85 | Q    |
| 3    | Tabarie Henry    | Isole Vergini Americane | 46"87 |      |
| 4    | Bram Peters      | Paesi Bassi             | 47"50 |      |
| -    | Richard Buck     | Regno Unito             | dq    | dq   |

### Batteria 5
| Pos. | Nome                   | Nazione   | Tempo | Note                          |
| ---- | ---------------------- | --------- | ----- | ----------------------------- |
| 1    | Chris Brown            | Bahamas   | 45"84 | Q                             |
| 2    | Pavel Maslák           | Rep. Ceca | 46"01 | Q                             |
| 3    | Nick Ekelund-Arenander | Danimarca | 46"68 |                               |
| 4    | Mark Ujakpor           | Spagna    | 47"16 |                               |
| 5    | Falcon Fagundez        | Uruguay   | 49"89 | Miglior prestazione personale |
| 6    | Jannot Bacar           | Comore    | 50"11 |                               |

## Semifinali
Le semifinali si sono svolte a partire dalle 21:15 del 7 marzo 2014. Si sono qualificati per la finale i primi atleti 3 di ogni batteria (Q), senza tempi di ripescaggio.

### Semifinale 1
| Pos. | Nome           | Nazione           | Tempo | Note |
| ---- | -------------- | ----------------- | ----- | ---- |
| 1    | Pavel Maslák   | Rep. Ceca         | 45"79 | Q    |
| 2    | Kyle Clemons   | Stati Uniti       | 46"06 | Q    |
| 3    | Lalonde Gordon | Trinidad e Tobago | 46"29 | Q    |
| 4    | Nigel Levine   | Regno Unito       | 46"84 |      |
| 5    | Marek Niit     | Estonia           | 47"67 |      |
| -    | Edino Steele   | Giamaica          | dq    |      |

### Semifinale 2
| Pos. | Nome             | Nazione         | Tempo | Note |
| ---- | ---------------- | --------------- | ----- | ---- |
| 1    | Chris Brown      | Bahamas         | 46"19 | Q    |
| 2    | Nery Brenes      | Costa Rica      | 46"25 | Q    |
| 3    | David Verburg    | Stati Uniti     | 46"33 | Q    |
| 4    | Luguelín Santos  | Rep. Dominicana | 46"37 |      |
| 5    | Rafal Omelko     | Polonia         | 46"94 |      |
| 6    | Akheem Gauntlett | Giamaica        | 47"13 |      |

## Finale
La finale si è svolta alle 20:30 dell'8 marzo 2014.
| Pos.    | Nome           | Nazione           | Tempo | Note                          |
| ------- | -------------- | ----------------- | ----- | ----------------------------- |
| Oro     | Pavel Maslák   | Rep. Ceca         | 45"24 |                               |
| Argento | Chris Brown    | Bahamas           | 45"58 | Miglior prestazione personale |
| Bronzo  | Kyle Clemons   | Stati Uniti       | 45"74 |                               |
| 4       | David Verburg  | Stati Uniti       | 46"21 |                               |
| 5       | Lalonde Gordon | Trinidad e Tobago | 46"39 |                               |
| 6       | Nery Brenes    | Costa Rica        | 47"32 |                               |